# Ганс Фаснахт
Ганс Фаснахт (нім. Hans Fassnacht, 28 листопада 1950) — німецький плавець.
Призер Олімпійських Ігор 1972 року, учасник 1968 року.
Чемпіон Європи з водних видів спорту 1970 року.